# البحر الاخضر
البحر الأخضر (بالتركية: Yeşil Deniz)‏ هو مسلسل تلفزيوني تركي من نوع الكوميديا الرومانسية والدراما، تم بثه على قناة TRT 1 في الفترة ما بين عامي 2014 و2016. الإنتاج كان بتوقيع TFT Yapım، وتولت أيفر أوشزغ أوشريل مهام الإنتاج، بينما كتب السيناريو كل من علي كارا، إدريس ميدي، وسيركان بيرليك، وأخرجه يحيى سمانجي. البطولة في المسلسل لكل من بوراك سردار شانال، ميرت توراك، بوراك الكاش، علي باركين، وميليس باباداغ
مسلسل “البحر الأخضر” شهد مشاركة أسماء بارزة مثل إلكر أكسوم، إمين غورسوي، نوري غوكاشان، جيمري بايسال، إلفان ديشلي، سيميها بيزك، جالي أيلانج، زينب غولمز، رينان بيلك، ينر غورسوي، غونيش ساين، إرين جان فوروجو، نالان أوكجوأوغلو، أوزغور أوسلو، ميرفي أكايا، وشيفي شينوزين. كما شارك سومر تيلماج وصالح كاليون كضيوف شرف في المسلسل. في الموسم الثاني، انضم إلكر أكسوم وغونيش ساين إلى طاقم العمل، بينما غادرت أويكو جيليك وميليس باباداغ العرض بعد الموسم الأول. المسلسل، الذي تألف من موسمين، اختتم بالحلقة الـ75 وتم إيقاف عرضه بعد ذلك.

## تصوير
تم تصوير مسلسل في قرية بيرجي، التابعة لمنطقة أوديميش في مدينة إزمير.

## انهاء المسلسل
لمسلسل الذي تم بثه على قناة TRT 1 لمدة 75 حلقة، قررت القناة إنهاء المسلسل بعد محادثات أجرتها. ومع ذلك، نظرًا لعدم قدرة المسلسل على الوصول إلى نهاية. فقد بقيت العديد من الموضوعات في المسلسل معلقة بعلامات استفهام. بعد هذا الحدث، بدأت قاعدة معجبي المسلسل حملة توقيع لإعادة بدء المسلسل.

## إعادة الانسحاب
تم إعادة إنتاج المسلسل تحت اسم “البحر الأخضر: الألفية” وبدأ بثه على منصة تابي في 7 مايو 20231.

## قصة مسلسل
قصة مسلسل تدور في بلدة Yeşilova، وهي بلدة إيجية خضراء، نظيفة، هادئة ودافئة في التسعينات. الأبطال الأربعة للمسلسل هم راديو راديو إسماعيل ( بوراك سردار شانال)، ماجايفير سليمان (ميرت توراك)، إمين الخردة (علي باركين) و مؤذن جميل (بوراك الكاش )، وهم شباب يعيشون في البلدة بحياتهم الخاصة. هؤلاء الأصدقاء الأربعة، الذين كانوا أصدقاء منذ الطفولة ويطلقون على أنفسهم لقب “sadıç”، هم أشخاص فقراء، طيبون وغير مؤذين.
إسماعيل يعمل كـ DJ في قناة راديو محلية تُدعى Ova FM. يقدم برنامجًا يُسمى “خط الطلبات مع إسماعيل”. في الوقت نفسه، يحب سيدف (أويكو تشيليك)، ابنة هيكابي مكاسجي، أحد الشخصيات المعروفة في البلدة. لكن هيكابي مكاسجي يطلب منه كمية كبيرة من الذهب كمهر لابنته. على إثر ذلك. ومع ذلك ، عندما يفقد إسماعيل الأموال التي تم جمعها لسيد المال ، يبدأ في البحث عن الكنز هذه المرة مع أصدقائه.
في إحدى الليالي، حاول الأصدقاء الأربعة الدخول إلى حديقة رئيس البلدية هلمي تشاكيرلي، لكنهم فروا عندما ظن الرئيس أنهم لصوص. وقفزوا إلى السيارة وهربوا. لكن بسبب الخوف والذعر المفاجئ للمؤذن جميل، وظهور شخص بسيارة أخرى أمامهم، اصطدموا بالسيارة بشجرة. وعند الفجر، وصلت الشرطة إلى مكان الحادث. وتفاجأ الأصدقاء عندما علموا أن الشخص الذي ظهر فجأة أمامهم كانت زمرد (ميليس باباداغ)، ابنة رئيس البلدية هلمي تشاكيرلي. وقد عادت زمرد، التي أصبحت معلمة، إلى البلدة حيث يكون والدها رئيس البلدية.
مع مرور الوقت، تبدأ علاقة قرب بين زمرد وراديو إسماعيل. عندما تسمع سيدف بهذا، تغار من هذه العلاقة وتخطب لابن رجل غني في البلدة يُعتبر بسيط الفكر. عندما يعلم إسماعيل بهذا، يعارض الأمر، لكن في الوقت نفسه، تبدأ قصة حب غير معلنة بينه وبين زمرد. الآن، راديو إسماعيل محاصر بين فتاتين ويحاول التوفيق بينهما..
ههؤلاء الأصدقاء الأربعة لديهم أحلام مختلفة تمامًا. هدفهم الوحيد هو العثور على الكنز وأن يصبحوا أغنياء. أثناء بحثهم عن الكنز، سيجدون أنفسهم في مغامرات متنوعة. في الحلقات اللاحقة، يُظهر لإسماعيل في حلمه مكان الذهب. يذهب إسماعيل ويجد الكنز ويشاركه مع أصدقائه. الآن، الأصدقاء أصبحوا أغنياء جدًا لكنهم لا يعرفون كيف يصرفون الذهب. بمساعدة العم الذي تحت الشجرة، يتمكنون من صرف الذهب. ثم، لكتابة قصة ثرائهم، يحصلون على عربة كوكوريتش متنقلة ويبدأون ببيع الكوكوريتش. فجأة، يصبح الأصدقاء الأغنياء في البلدة ويشترون راديو Ova FM الوحيد في الإقليم، ومتجر الأجهزة المنزلية والمطعم في الإقليم.
بعد ذلك، يقوم الأصدقاء بنصب تماثيل لأنفسهم في ساحة البلدة بسبب ثروتهم. لكن عندما يعود ألمانجي جوستاك أوسن (إلكر أكسوم) مع أخيه وابنه إلى البلدة، يتغير كل شيء فجأة…

## يلقي والشخصيات
| أويكو جيليك |

| سيدف |

## جدول البث
| عدد الحلقات المصورة |
| ------------------- |

| سنة البث |
| -------- |

| الموسم الأول |

| الجمعة 20.00 / الاثنين 20.00 |

| الاثنين 20.00 |

## القنوات التلفزيونية التي تم البث عليها
تم بث حلقات إعادة مسلسل “البحر الأخضر” على قنوات 360 وTV4 بالإضافة إلى TRT 1. وفي الوقت الحالي، يتم بثه بشكل دوري فقط على TRT 1، TRT Avaz وTRT Türk.